# Матрица плотности
Матрица плотности (оператор плотности, оператор матрица плотности, статистический оператор) — один из способов описания состояния квантовомеханической системы. В отличие от волновой функции, пригодной лишь для описания чистых состояний, оператор плотности в равной мере может задавать как чистые, так и смешанные состояния. Основанный на понятии оператора плотности формализм был предложен независимо Л. Д. Ландау и  Дж. фон Нейманом в 1927 году и Ф. Блохом в 1946 году.

## Определение
Оператор плотности — это неотрицательный самосопряженный оператор с единичным следом, действующий в сепарабельном гильбертовом пространстве. Равенство следа единице соответствует единичной нормировке полной вероятности на данном пространстве состояний.
В качестве стандартного обозначения для оператора плотности применяется буква {\displaystyle \rho }. Оператором плотности, отвечающим чистому состоянию {\displaystyle |\psi \rangle ,} является ортогональный проектор
{\displaystyle \rho ^{2}=\rho ,}
что позволяет его представить в виде
{\displaystyle \rho =|\psi \rangle \langle \psi |}.
Смешанное состояние, отвечающее случаю, когда система находится в каждом из состояний {\displaystyle |\psi _{j}\rangle } с вероятностью {\displaystyle p_{j}}, описывается оператором плотности вида
{\displaystyle \rho =\sum _{j}p_{j}|\psi _{j}\rangle \langle \psi _{j}|,}
где
{\displaystyle \sum _{j}p_{j}=1,\qquad \langle \psi _{j}|\psi _{j}\rangle =1}.
Среднее значение наблюдаемой {\displaystyle A} для состояния, заданного матрицей плотности {\displaystyle \rho }, представляет собой след произведения операторов {\displaystyle A} и {\displaystyle \rho }:
{\displaystyle \langle A\rangle =\operatorname {Tr} (A\rho )}.
Несложно видеть[обтекаемое выражение], что обычное правило нахождения средней от наблюдаемой для чистых состояний представляет собой частный случай этой формулы.

## Свойства
- Производная по времени от оператора плотности гамильтоновой квантовой системы выражается через коммутатор с гамильтонианом в виде уравнения
{\displaystyle {\frac {\partial \rho }{\partial t}}={\frac {1}{i\hbar }}[{\mathcal {H}},\rho ]}

Это уравнение часто называется квантовым уравнением Лиувилля и уравнением фон Неймана.
- След матрицы плотности равен единице в силу нормировки полной вероятности:
{\displaystyle \operatorname {Tr} (\rho )=1}
- След квадрата матрицы плотности равен единице для чистых состояний и всегда меньше единицы для смешанных:
{\displaystyle \operatorname {Tr} (\rho ^{2})\leq 1}   и   {\displaystyle \operatorname {Tr} (\rho ^{2})=1\iff \exists |\psi \rangle :\rho =|\psi \rangle \langle \psi |}

## Применение
Использование оператора плотности становится необходимым, если состояние квантовомеханической системы по тем или иным причинам не может быть рассмотрено как чистое. Такое положение имеет место, в частности, в квантовой статистике. При этом оператор плотности оказывается естественным аналогом фигурирующей в классической статистической механике функции распределения плотности в фазовом пространстве. Кроме того, существует трактовка квантовомеханической процедуры измерения как перехода из исходного чистого состояния {\displaystyle |\psi \rangle } в смешанное состояние
{\displaystyle \rho =\sum _{j}|e_{j}\rangle |\langle e_{j}|\psi \rangle |^{2}\langle e_{j}|},
где {\displaystyle |e_{j}\rangle } суть отвечающие выбранному полному набору измеряемых величин базисные векторы.
Последнее является частным случаем описания открытых квантовых систем, к которым относятся в том числе системы, подверженные наблюдению извне. Вообще говоря, формализм описания открытых систем, взаимодействующих с окружающей средой, с помощью матрицы плотности полезен при исследовании явления декогеренции, когда состояние системы не может рассматриваться как чистое, а само явление приводит к распаду внедиагональных матричных элементов оператора плотности (в базисе собственных значений оператора взаимодействия) и, соответственно, к переходу системы в смешанное состояние.

## Обобщение на случай бесконечномерного пространства
В случае бесконечномерных гильбертовых пространств основным объектом становится не матрица плотности {\displaystyle \rho }, а её ядро. Ядро матрицы плотности в координатном представлении
{\displaystyle \rho (x,x')=\langle x|\rho |x'\rangle ,}
где {\displaystyle |x\rangle } — собственное состояние оператора координаты {\displaystyle x}.
Свойства ядра матрицы плотности:
1. Эрмитовость: {\displaystyle \rho ^{*}(x,x')=\rho (x,x')}.
2. Диагональные элементы матрицы плотности {\displaystyle \rho (x,x)\geq 0}.
3. След матрицы плотности {\displaystyle \textstyle {\int }dx\rho (x,x)=1}.
4. След квадрата матрицы плотности {\displaystyle \textstyle {\int }dxdx'|\rho (x,x')|\leq 1}, причём равенство достигается только для чистых состояний.
5. Среднее значение наблюдаемой {\displaystyle A} вычисляется по формуле {\displaystyle \langle A\rangle =\textstyle {\int }dxdx'A(x,x')\rho (x,x')}, где {\displaystyle A(x,x')=\langle x|A|x'\rangle } — ядро оператора {\displaystyle A} в координатном представлении.

## Чистые и смешанные состояния
В квантовой механике состояние квантовой системы может быть описано вектором состояния  {\displaystyle |\psi \rangle }. В этом случае говорят о чистом состоянии. Однако также возможно для системы в статистическом ансамбле различных векторов состояния: например, может быть 50% вероятности того, что вектор состояния {\displaystyle |\psi _{1}\rangle }, и 50% вероятности того, что вектор состояния {\displaystyle |\psi _{2}\rangle }. Эта система будет в смешанном состоянии. Матрицы плотности особенно полезны для смешанных состояний, поскольку любое состояние, чистое или смешанное, можно охарактеризовать матрицей плотности.
Смешанное состояние отличается от квантовой суперпозиции. На самом деле квантовая суперпозиция чистого состояния — это другое чистое состояние, например, {\displaystyle |\psi \rangle =(|\psi _{1}\rangle +|\psi _{2}\rangle )/{\sqrt {2}}}. С другой стороны, примером смешанного состояния {\displaystyle A} будет {\displaystyle A=(|\psi _{1}\rangle +e^{i\theta }|\psi _{2}\rangle )/{\sqrt {2}}}, где {\displaystyle \theta } является вещественным числом, которое изменяется случайным образом между различными фотонами.